# Рощинское сельское поселение (Приморский край)
Рощинское сельское поселение — муниципальное образование в Красноармейском районе Приморского края России.
Административный центр — село Рощино.

## География
Расположено центральной части района.

## Население
| 2010  | 2011  | 2012  | 2013  | 2014  | 2015  | 2016  |
| ----- | ----- | ----- | ----- | ----- | ----- | ----- |
| 5418  | ↘5402 | ↘5310 | ↘5292 | ↘5199 | ↘5149 | ↘5148 |
| 2017  | 2018  | 2019  | 2020  | 2021  |       |       |
| ↘5114 | ↘5049 | ↘4954 | ↘4893 | ↘4485 |       |       |

## Особенности поселения
Расположение в таежной зоне, богатые лесные ресурсы. Основу экономики составляет лесозаготовка и сельское хозяйство. В поселении имеются школы, детские сады, магазины, фельдшерский пункт и другие объекты социальной инфраструктуры.

## Состав сельского поселения
В состав сельского поселения входят 5 населённых пунктов:
| № | Населённый пункт | Тип населённого пункта       | Население |
| - | ---------------- | ---------------------------- | --------- |
| 1 | Богуславец       | село                         | ↘874      |
| 2 | Крутой Яр        | село                         | ↘547      |
| 3 | Рощино           | село, административный центр | ↘3211     |
| 4 | Таборово         | село                         | ↘77       |
| 5 | Тимохов Ключ     | село                         | ↘1        |

## Местное самоуправление
Администрация
Адрес: 692180, с. Рощино, ул. Рощина, 47-А. Телефон: 8 (42359) 23-2-50
Глава администрации
- Болотин Александр Григорьевич